# Piste d'atterrissage de Papa Stour
Papa Stour Airstrip est une petite piste d'atterrissage dans le village de Biggings sur l'île de Papa Stour . Shetland, en Écosse. C'est l'aéroport le plus au nord du Royaume-Uni ayant des vols passagers réguliers. L'aéroport a un vol direct vers l'aéroport de Tingwall sur l'île principale des Shetland exploité par Directflight à l' aide d'un Britten-Norman BN-2 Islander

## L'histoire
La piste d'atterrissage de Papa Stour a ouvert en décembre 1969 pour offrir de meilleures liaisons avec le continent pour les insulaires.

## Installations
La piste d'atterrissage de Papa Stour se compose d'une piste de gravier et d'un petit hangar en bois. L'accès à la piste d'atterrissage se fait par un portail métallique avec un avis avertissant les gens de la piste d'atterrissage, la piste d'atterrissage de Papa Stour est située au bout d'une courte route du village de Biggings .

## Compagnies aériennes et destinations
Papa Stour est desservi une fois toutes les 2 semaines par un vol vers l' aéroport de Lerwick-Tingwall le mardi uniquement exploité par Directflight pour le compte du Shetland Islands Council en utilisant un Britten-Norman BN-2 Islander. Les vols sont subventionnés sur la base d'une obligation de service public (OSP).
| Compagnies   | Destinations |
| ------------ | ------------ |
| Directflight | Lerwick      |

## Les références
1. ↑  « Shetland Inter - Island Air Services », AirTask (consulté le 11 juin 2019)